# Lilltjärnen (Norsjö socken, Västerbotten, 721376-165075)
Lilltjärnen är en sjö i Norsjö kommun i Västerbotten och ingår i Umeälvens huvudavrinningsområde.